# Burg Wirberg
Die Burg Wirberg ist eine abgegangene mittelalterliche Höhenburg und ehemalige Klosteranlage bei 300 m ü. NN auf dem Wirberg am östlichen Rand der Gemeinde Reiskirchen im Landkreis Gießen in Hessen.

## Beschreibung
Vermutlich wurde die Burg in der ersten Hälfte des 12. Jahrhunderts zum Schutz der umliegenden Dörfer erbaut und einem Ritter Manegold von Hagen und Wirberg unterstellt, der zusammen mit seinem Sohn 1148 ermordet wurde. 
Zwischen 1134 und 1148 wurde das Prämonstratenser-Kloster Wirberg unter Mitwirkung des Prämonstratensers Otto von Cappenberg, der bis zu seinem Tod 1171 Propst des Klosters Cappenberg war, als sogenanntes Doppelkloster gegründet. Ottos Bruder Gottfried von Cappenberg war bereits als Stifter des Klosters Ilbenstadt aufgetreten.
Die Gründung des Klosters Immichenhain steht in Zusammenhang mit der Gründung des Prämonstratenser-Doppelklosters Wirberg um 1148/49. Hier zwang der Prämonstratenser Otto von Cappenberg nach dem Tode des Ritters Manegolds von Hagen und Wirberg dessen Erbtochter Aurelia zum Eintritt in das von seinem Bruder Gottfried von Cappenberg gegründete Kloster Ilbenstadt. Auch die Witwe Manegolds, Immecha, wurde zur Umwandlung der Burg Wirberg in ein Kloster und den Eintritt in dasselbe genötigt, vielleicht sogar gezwungen.
Geringe Mauerreste der einstigen Burg und des Klosters sind noch erhalten. Dabei soll es sich um einen tonnengewölbten Keller handeln.

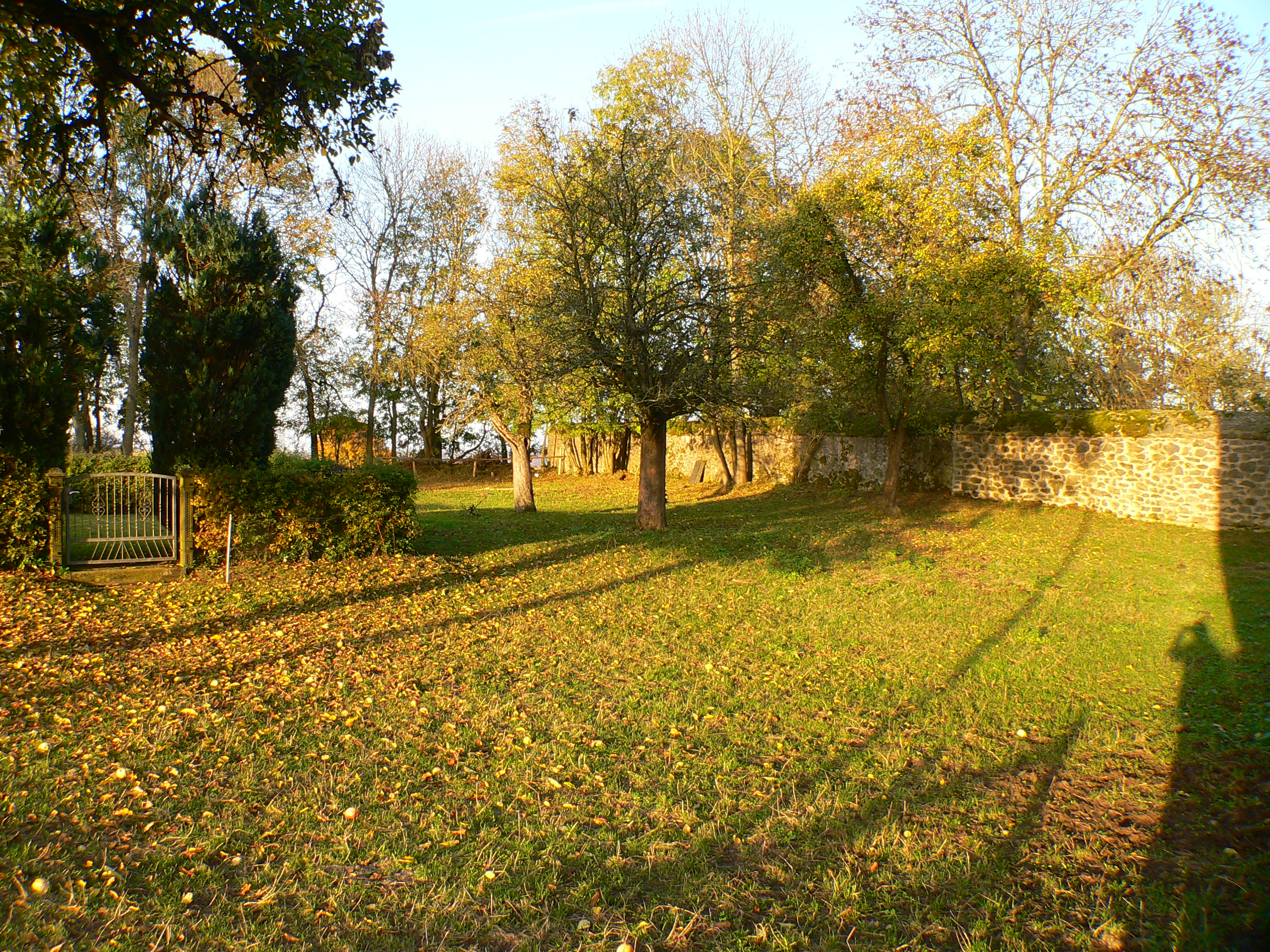
Mauerrest ehemaliger Burg-/Klosterhof
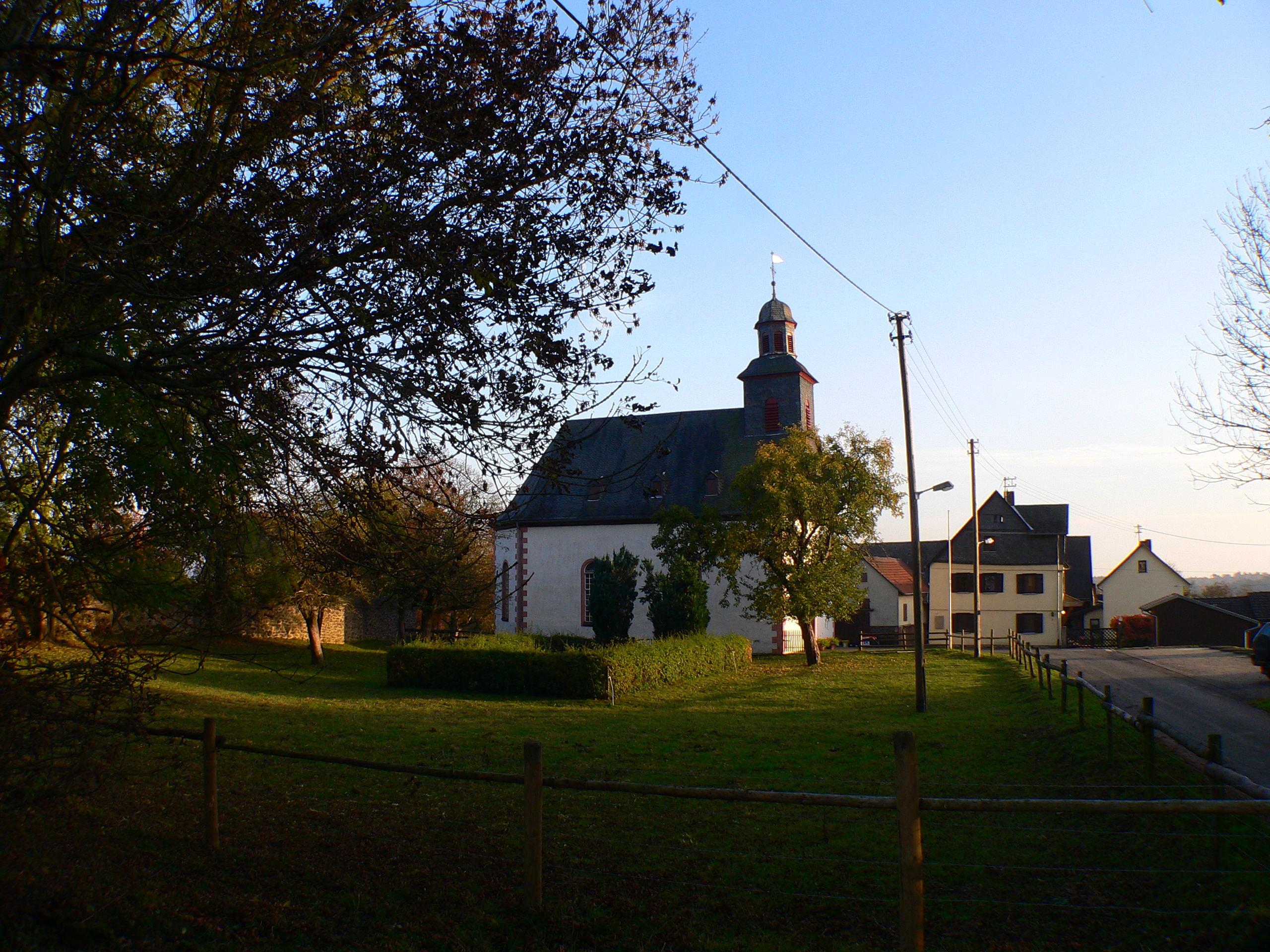
Klosterkirche